# Mount Longonot
Mount Longonot (2777 m n.p.m.) – stratowulkan w Kenii w rejonie Wielkiego Rowu Wschodniego.

## Nazwa
Nazwa góry pochodzi od masajskiego słowa Oloonong'ot, które oznacza „górę o wielu stromych grzbietach”.

## Geologia
Wulkan jest położony na terenie Wielkich Rowów Afrykańskich (Wielki Rów Wschodni). Góra to wygasły stratowulkan (według innych źródeł jest to wulkan drzemiący), na jego szczycie znajduje się wielka kaldera o wymiarach 8 na 12 km (jedna z większych w Afryce); uformowała się podczas erupcji około 21 000 lat temu. Wewnątrz kaldery znajduje się krater o średnicy 1,8 km. Wypływy lawy ze zboczy były obserwowane przez Masajów w XIX wieku (ostatnia znana erupcja nastąpiła około 1860 roku). Wulkan jest zbudowany głównie z trachitu oraz innych materiałów piroklastycznych.

## Przyroda
Powierzchnia kaldery i krateru jest porośnięta lasem. Góra jest zamieszkiwana m.in. przez bawoły, elandy, gazelki masajskie, lamparty, lwy zebry czy żyrafy. Góra leży na terenie parku narodowego Mount Longonot National Park, którym zarządza Kenya Wildlife Service. 

## Turystyka
Góra jest dostępna dla turystów, organizowane są 2-3-godzinne wycieczki do krawędzi krateru. Teren wokół góry jest postrzegany jako dobre miejsce do obserwacji ptaków. 

## Galeria

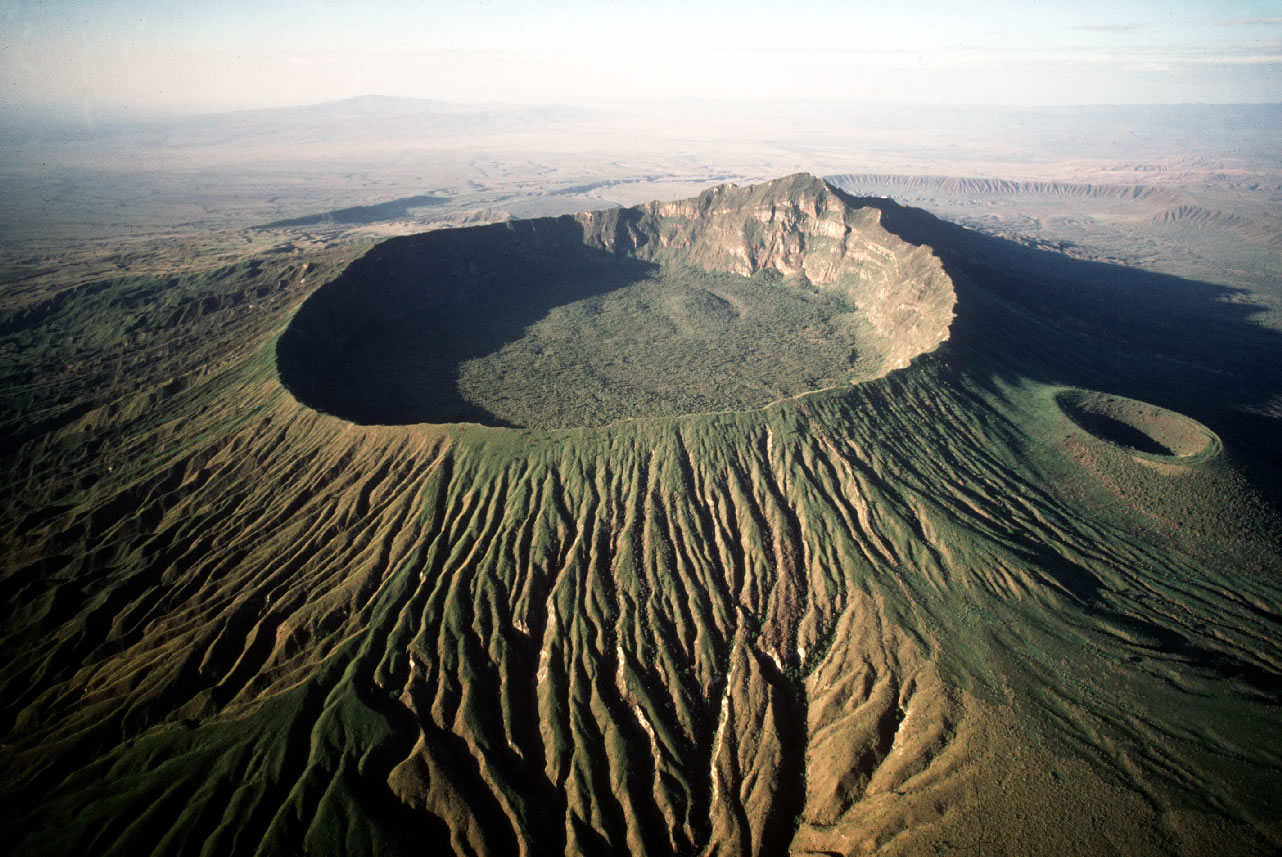
Góra z lotu ptaka
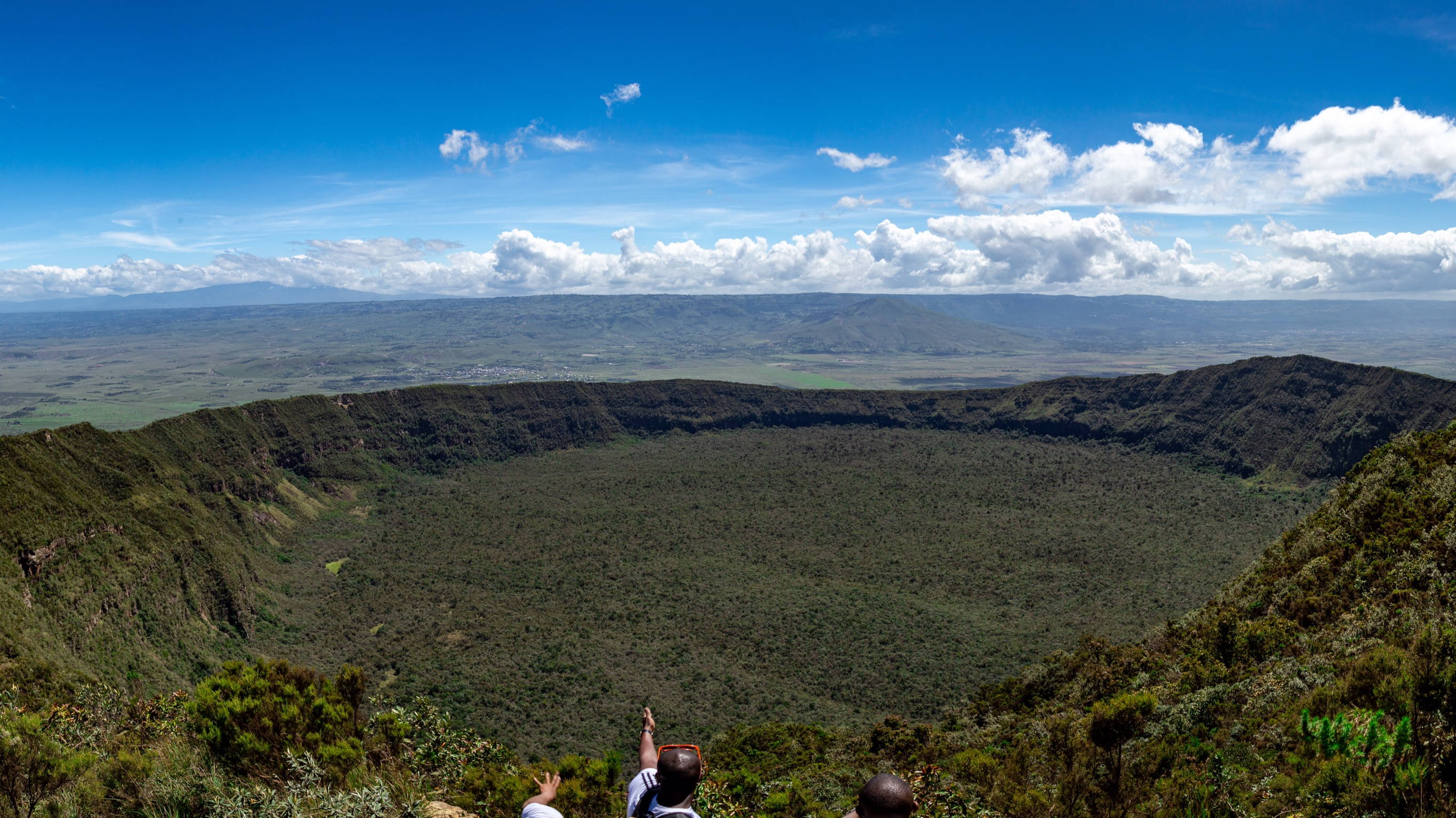
Krater
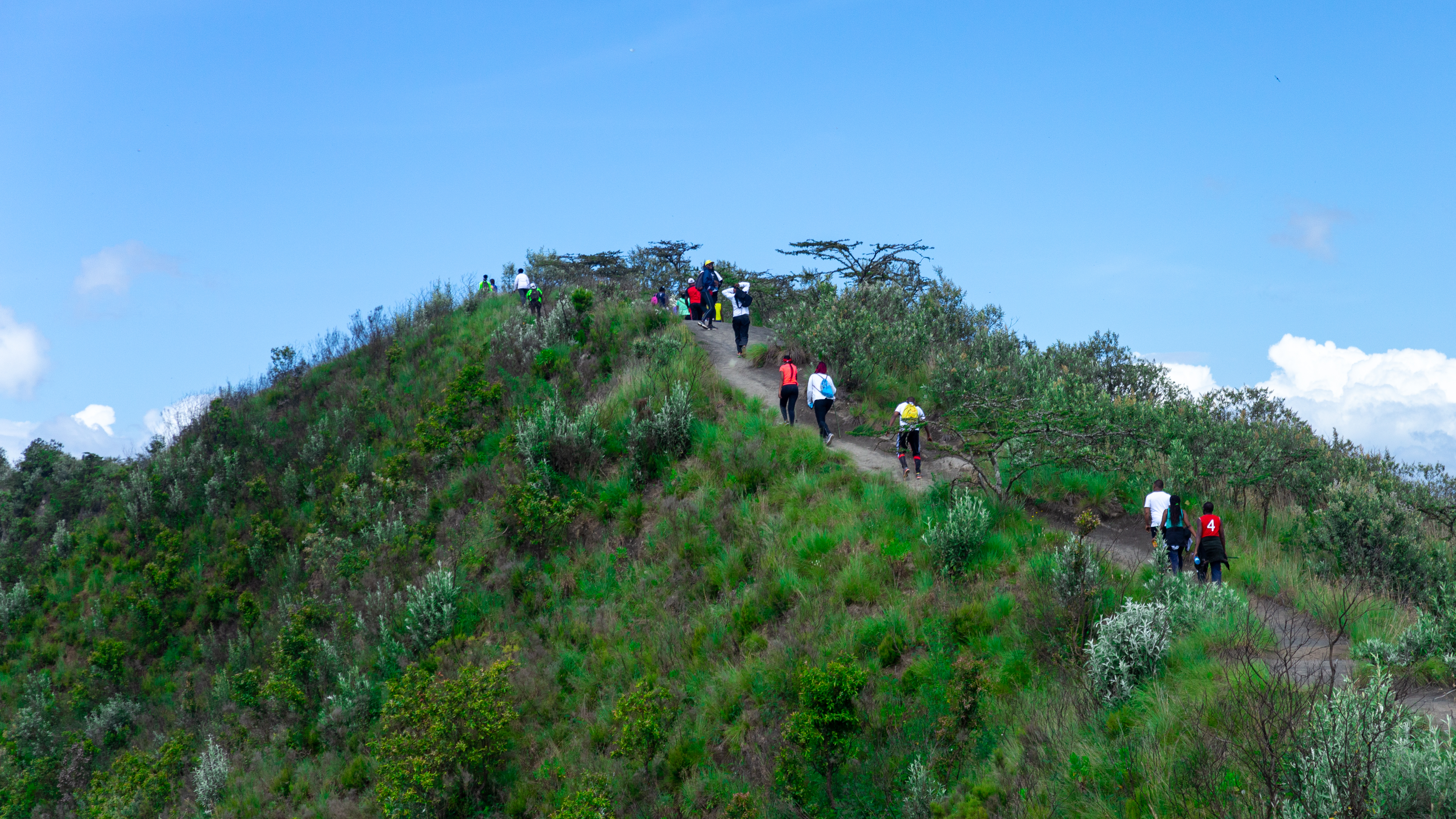
Ścieżka turystyczna
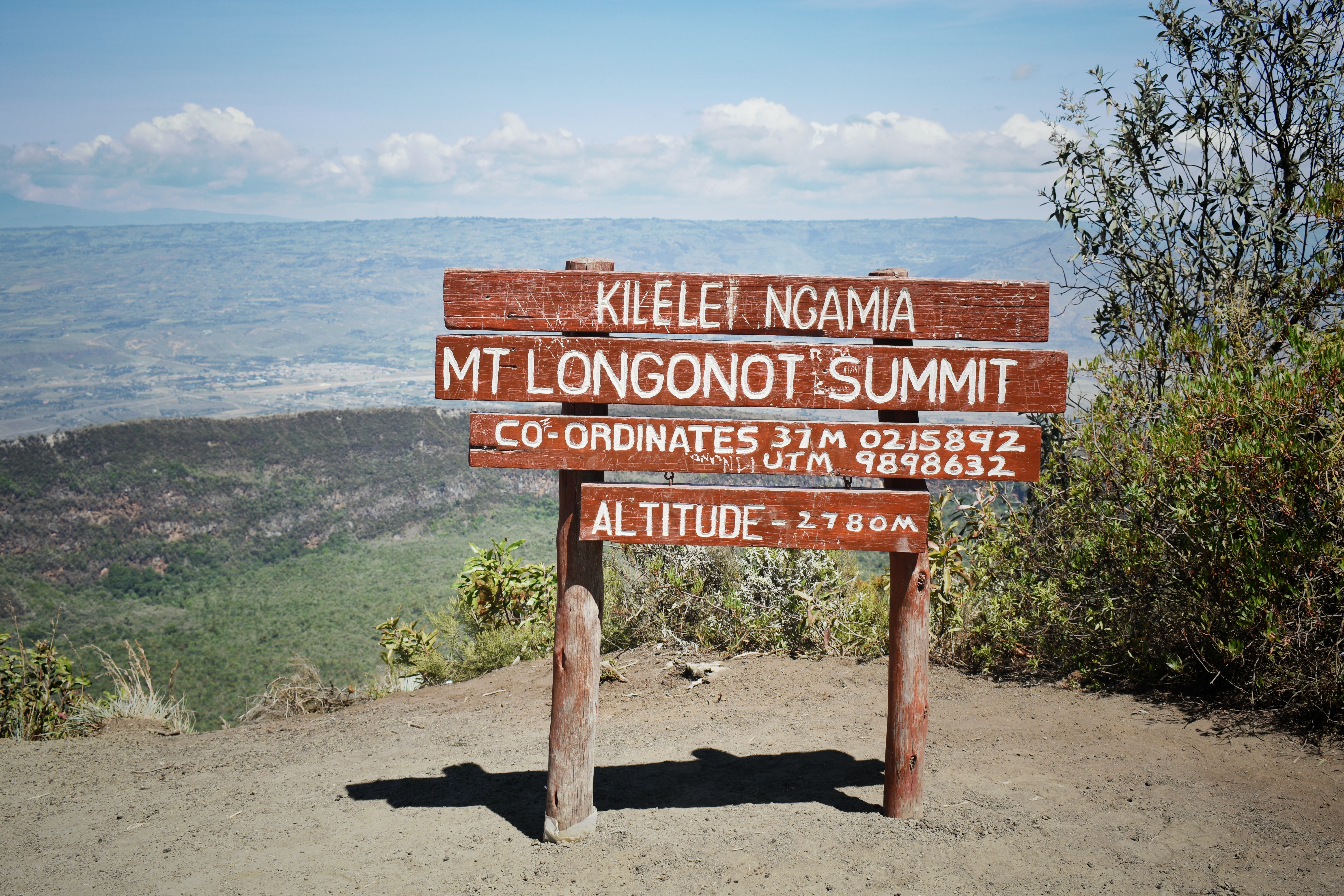
Tabliczka na szczycie
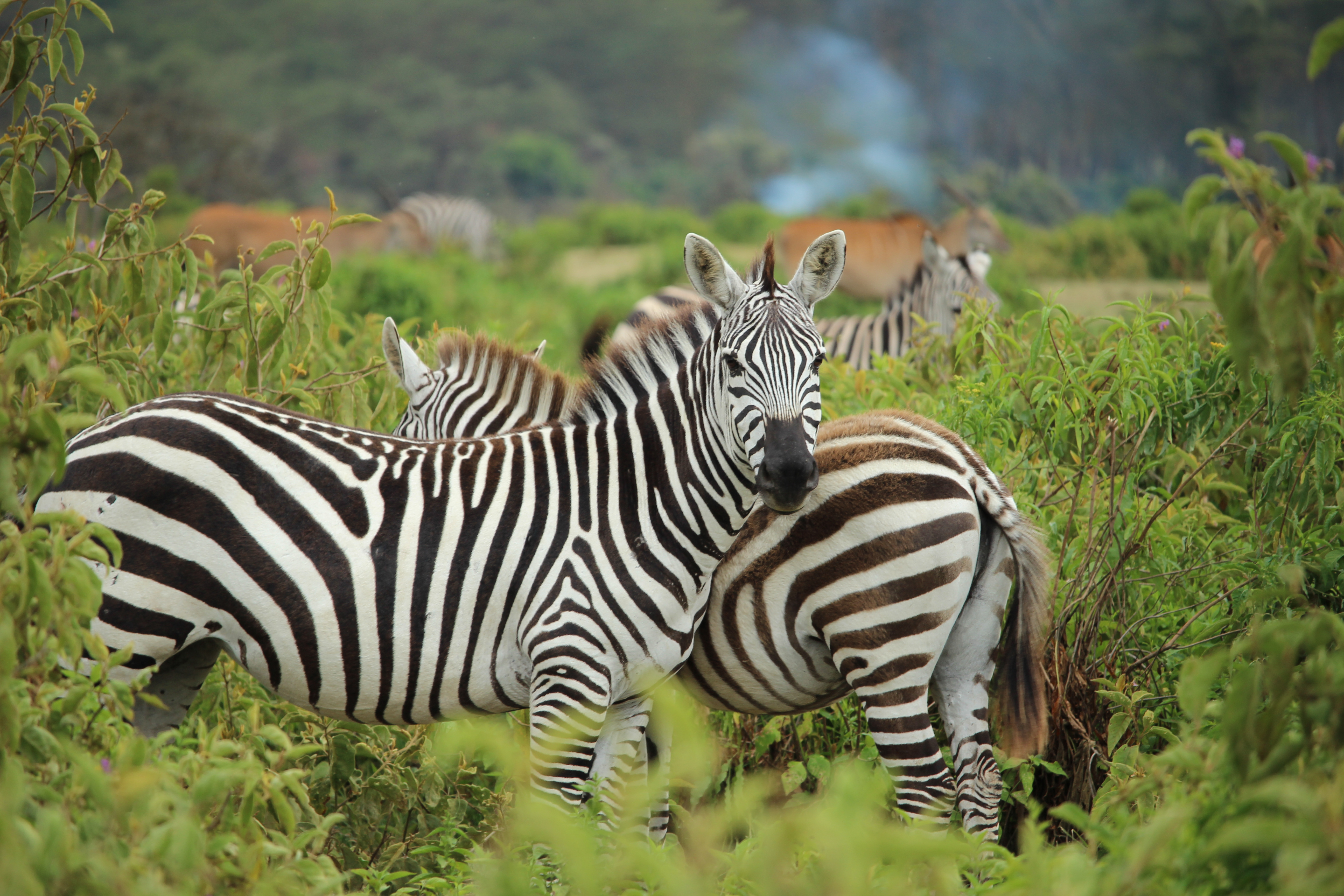
Zebry w parku narodowym
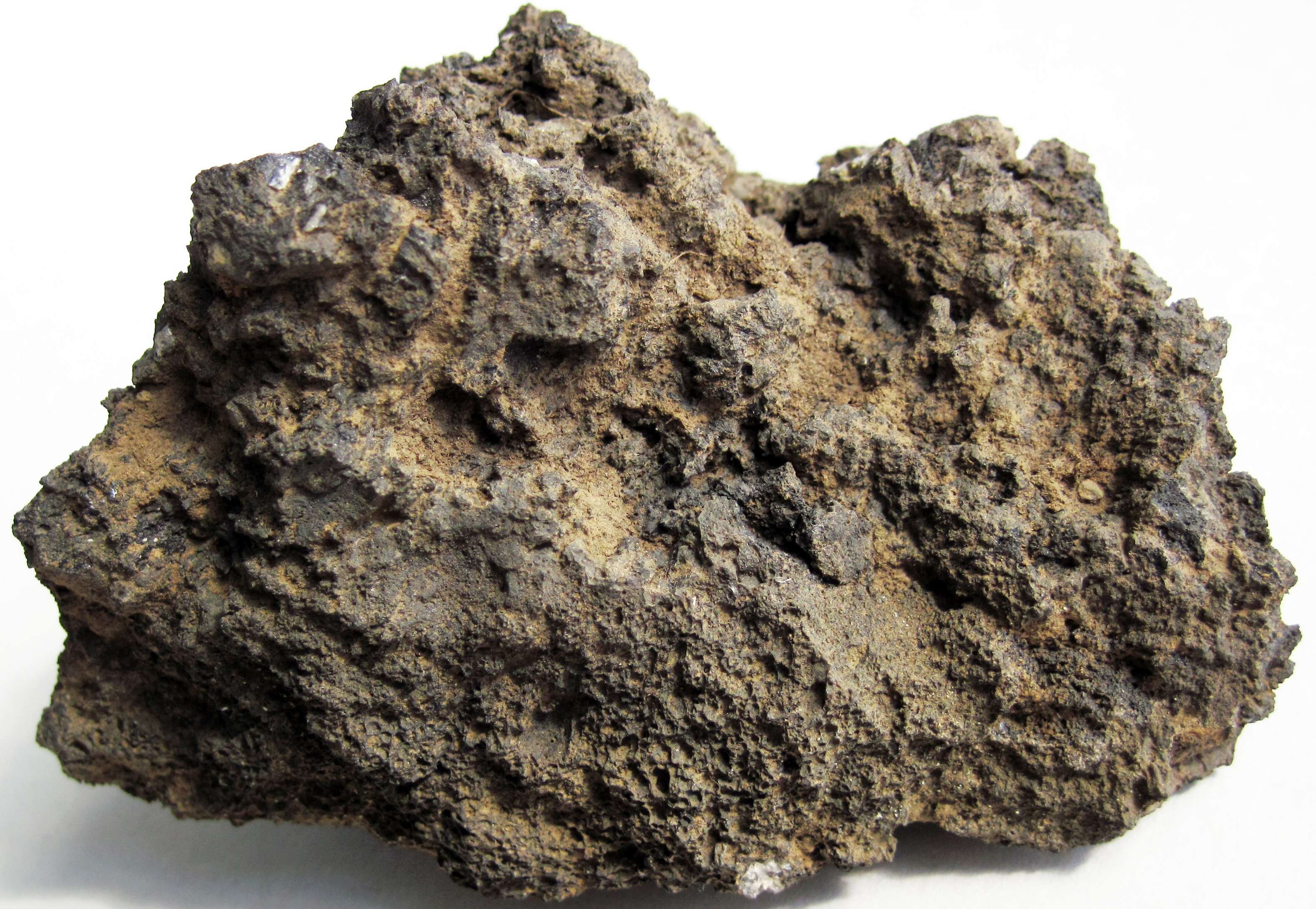
Próbka lawy z Mount Longonot